# Bent Out of Shape
Albums de Rainbow
Straight Between the Eyes
(1982) Stranger in Us All
(1995)
Singles
1. Street of Dreams
Sortie : août 1983
2. Can't Let You Go
Sortie : octobre 1983

Bent Out of Shape est le 7e et dernier album studio de Rainbow avant que Ritchie Blackmore et Roger Glover ne partent reformer Deep Purple. Il sort le 24 août 1983 sur le label Polydor Records et est produit par Roger Glover.

## Historique
Cet album est enregistré environ sur une durée de sept semaines en mai et juin 1983 dans les studios Sweet Silence de Copenhague, au Danemark.
C'est un album orienté vers un rock plus commercial sur lequel Chuck Bürgi a remplacé Bobby Rondinelli à la batterie. La réédition en format compact disc, présente des titres dont les durées sont rallongées. Le court instrumental, Anybody There est nommé dans la catégorie « Best Rock Instrumental Performance » lors de la 26e édition de Grammy Awards en 1984.
Il se classe à la 11e place des charts britanniques et à la 34e place du Billboard 200 aux États-Unis. Mais c'est en Suède et en Norvège qu'il se classe le mieux, atteignant la 6e place dans les deux pays.

## Titres
Les titres sont composés par Ritchie Blackmore et Joe Lynn Turner sauf indications. Le titre Snowman est une adaptation instrumentale de la chanson Walking in the Air du dessin animé Le Bonhomme de neige (Dianne Jackson, 1982).

### Face 1
1. Stranded - 4:25
2. Can't Let You Go (Blackmore / Turner / David Rosenthal - 4:15
3. Fool For the Night - 4:03
4. Fire Dance (Blackmore / Turner / Roger Glover / Rosenthal) - 4:27
5. Anybody There(Blackmore) - 2:37

### Face 2
1. Desperate Hearts - 4:00
2. Street of Dreams - 4:24
3. Drinking With the Devil - 3:41
4. Snowman (instrumental, Howard Blake / arrangement R.Blackmore) - 4:30
5. Make Your Move - 5:24

## Musiciens
- Ritchie Blackmore : guitares
- Roger Glover : basse, percussion
- Joe Lynn Turner : chant
- David Rosenthal : claviers
- Chuck Bürgi : batterie, percussion

## Charts
Album
| Pays        | Durée du classement | Meilleur classement | Date              |
| ----------- | ------------------- | ------------------- | ----------------- |
| Allemagne   | 9 semaines          | 25e                 | 17 octobre 1983   |
| Canada      | 7 semaines          | 93e                 | 26 novembre 1983  |
| États-Unis  | 21 semaines         | 34e                 | 19 novembre 1983  |
| Norvège     | 5 semaines          | 6e                  | 3 octobre 1983    |
| Pays-Bas    | 2 semaines          | 44e                 | 22 octobre 1983   |
| Royaume-Uni | 6 semaines          | 11e                 | 17 septembre 1983 |
| Suède       | 5 semaines          | 6e                  | 18 octobre 1983   |

Singles
| Single           | Chart            | Durée du classement | Position | Date             |
| ---------------- | ---------------- | ------------------- | -------- | ---------------- |
| Street of Dreams | UK Singles Chart | 3 semaines          | 52e      | 3 septembre 1983 |
| Street of Dreams | Hot 100          | 10 semaines         | 60e      | 17 décembre 1983 |
| Can't Let You Go | UK Singles Chart | 2 semaines          | 43e      | 5 novembre 1983  |

## Reprises
En 2006, Ritchie Blackmore réenregistre la chanson Street of Dreams avec son groupe Blackmore's Night sur l'album The Village Lanterne : une version y est y chantée par sa compagne Candice Night et une autre version, en titre bonus, par cette dernière en duo avec Joe Lynn Turner, chanteur de la version originale de Rainbow.